# Now, There Was a Song!
Now, There Was a Song! é o nono álbum de estúdio do cantor Johnny Cash, lançado em setembro de 1960.
O disco consiste em covers de músicas country, desde Ernest Tubb, Hank Williams e George Jones.

## Faixas
1. "Seasons of My Heart" (Darrell Edwards, George Jones) – 2:29
2. "I Feel Better All Over" (Kenny Rogers, Leon Smith) – 2:03
3. "I Couldn't Keep from Crying" (Marty Robbins) – 2:08
4. "Time Changes Everything" (Tommy Duncan) – 1:49
5. "My Shoes Keep Walking Back to You" (Les Ross, Bob Wills) – 2:06
6. "I'd Just Be Fool Enough (To Fall)" (Melvin Endsley) – 2:05
7. "Transfusion Blues" (T. J. Arnall) – 2:32
8. "Why Do You Punish Me (For Loving You)" (Erwin King) – 2:18
9. "I Will Miss You When You Go" (Baby Stewart, Tubb) – 2:01
10. "I'm So Lonesome I Could Cry" (Hank Williams) – 2:38
11. "Just One More" (Jones) – 2:12
12. "Honky Tonk Girl" (Chuck Harding, Hank Thompson) – 1:58

## Créditos
- Johnny Cash - Vocal, guitarra
- Luther Perkins - Guitarra
- Johnny Western - Guitarra rítmica
- Don Helms - Guitarra
- Marshall Grant - Baixo
- Buddy Harman - Bateria
- Gordon Terry - Violino
- Floyd Cramer - Piano